# John Steell
John Robert Steell (Aberdeen 18 septembre 1804-15 septembre 1891) est un sculpteur écossais. Il a modelé de nombreuses figures marquantes de l'histoire et de la culture écossaises  et est surtout connu pour un certain nombre de sculptures exposées à Édimbourg, notamment la statue de Walter Scott au pied du monument Scott.

## Biographie

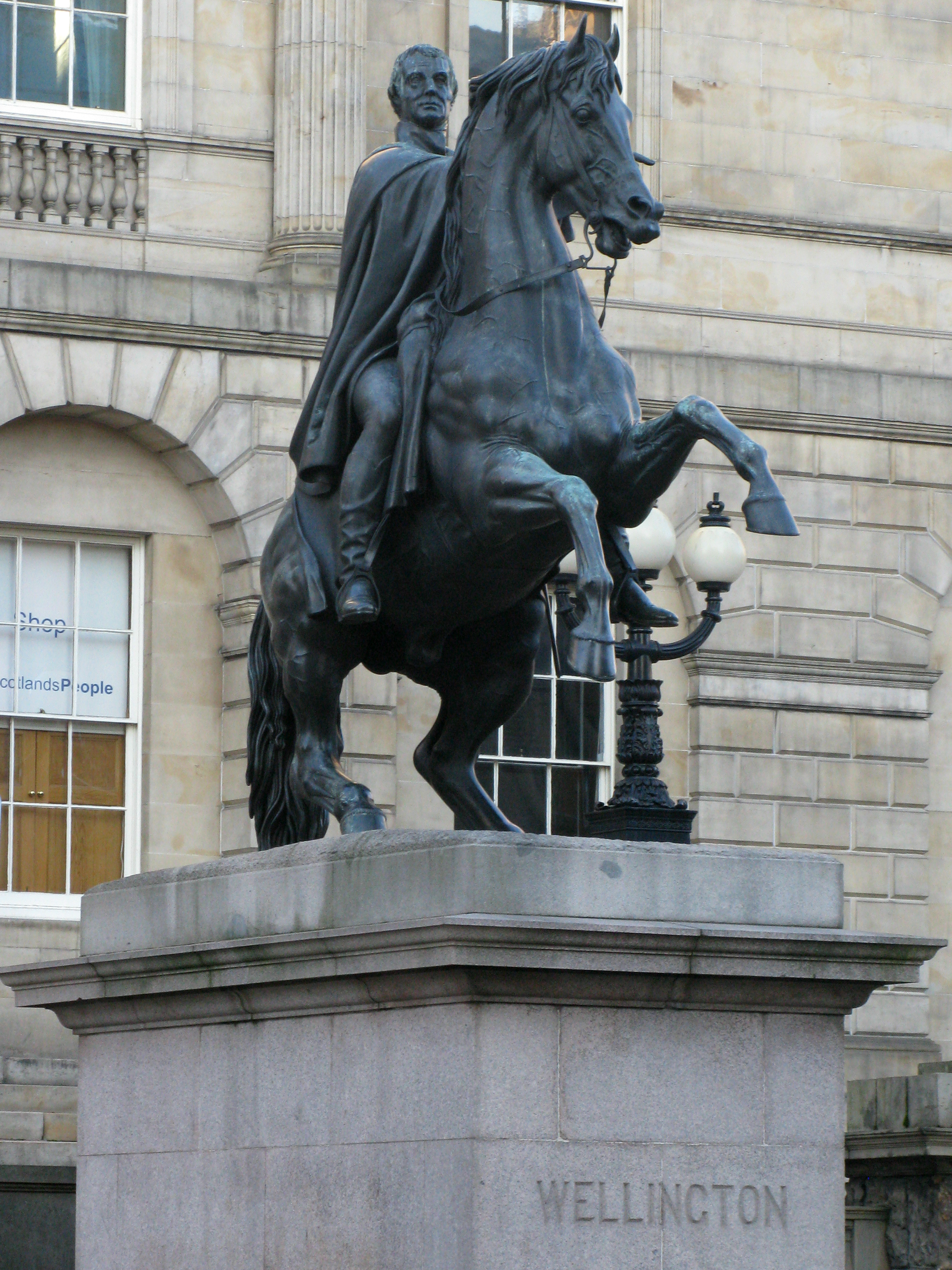
Le duc de Wellington sur Princes Street, l'œuvre la plus célèbre de Steell

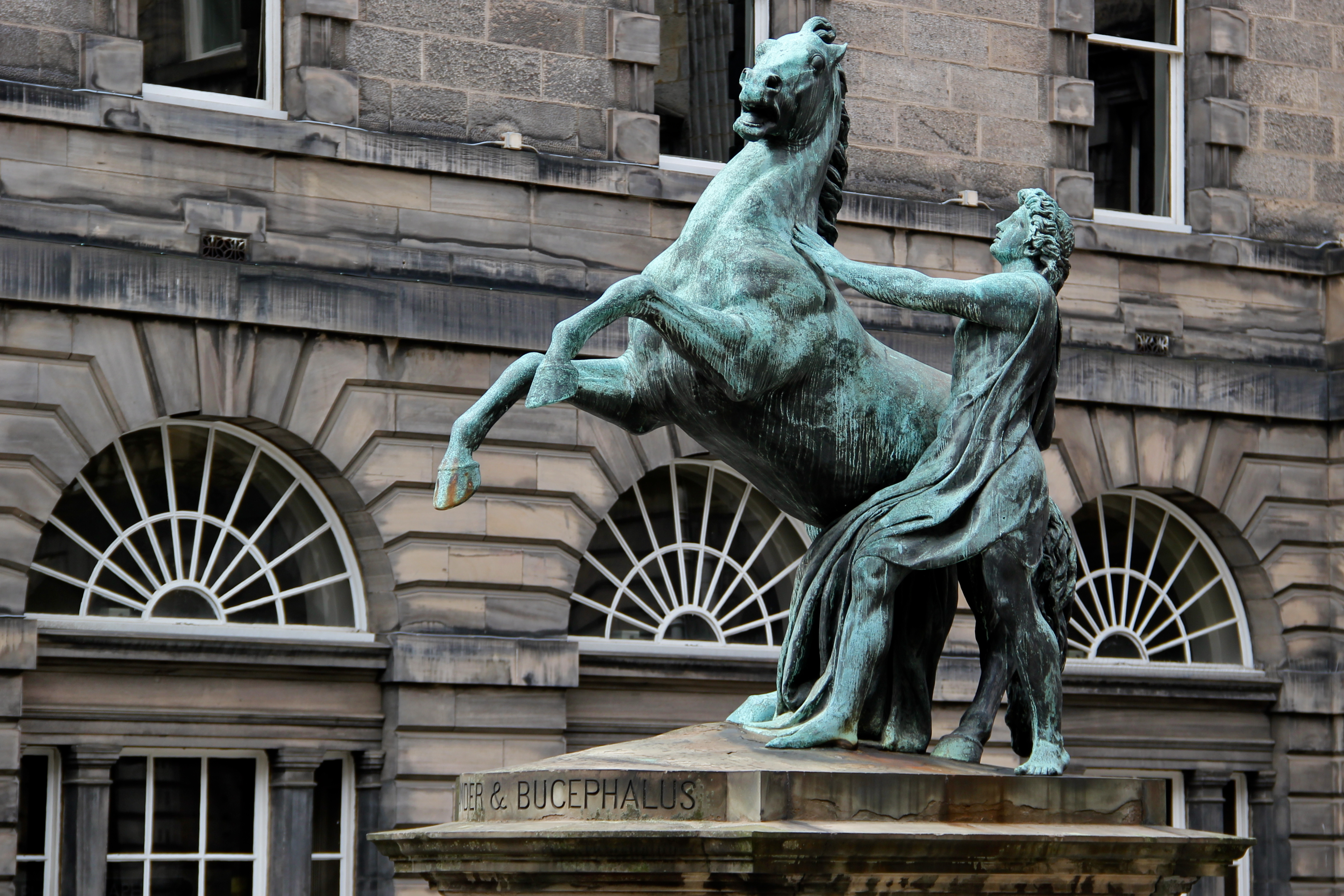
Alexandre et Bucéphale par John Steell (Chambres de la ville d'Édimbourg)

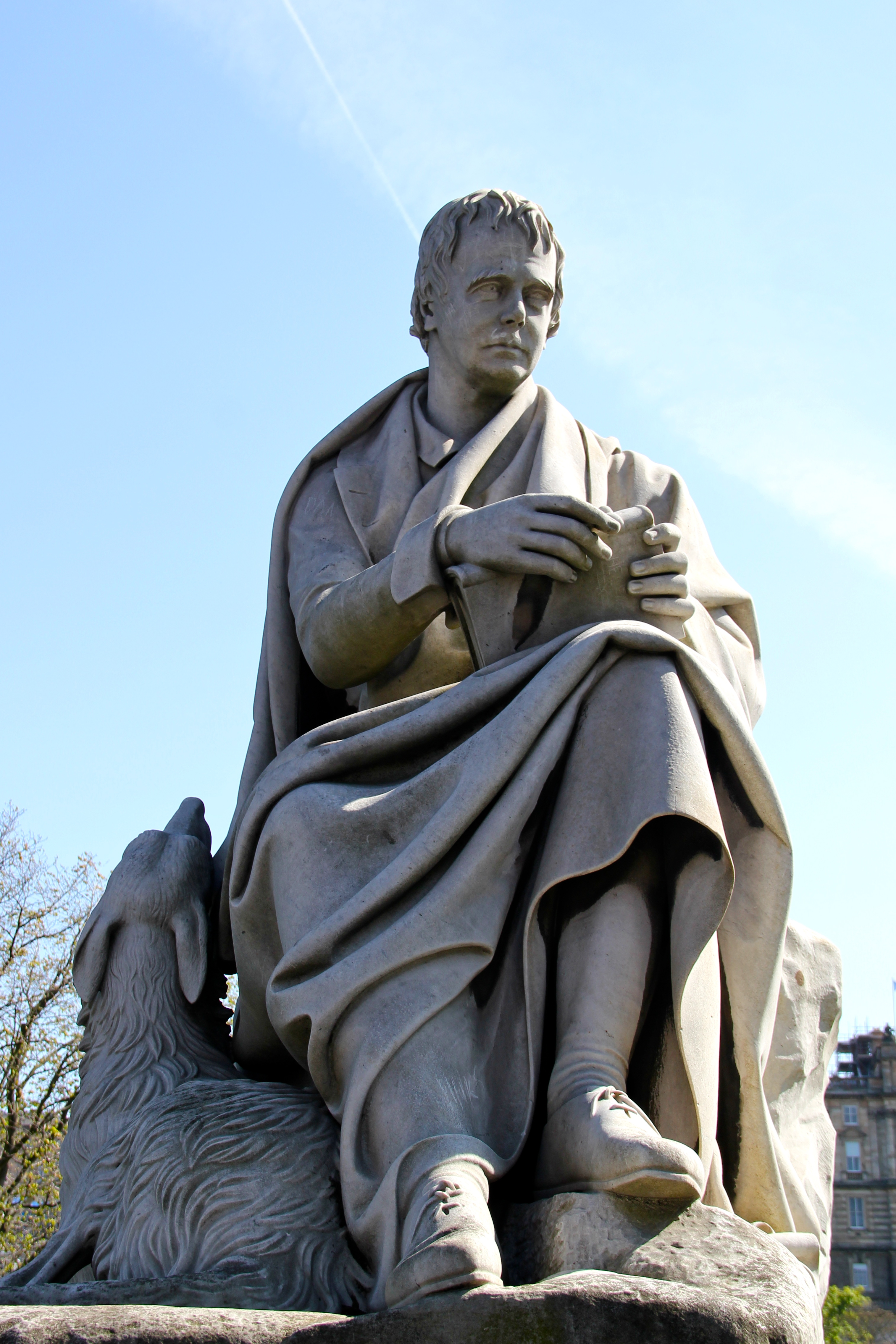
Statue de Walter Scott au monument Scott

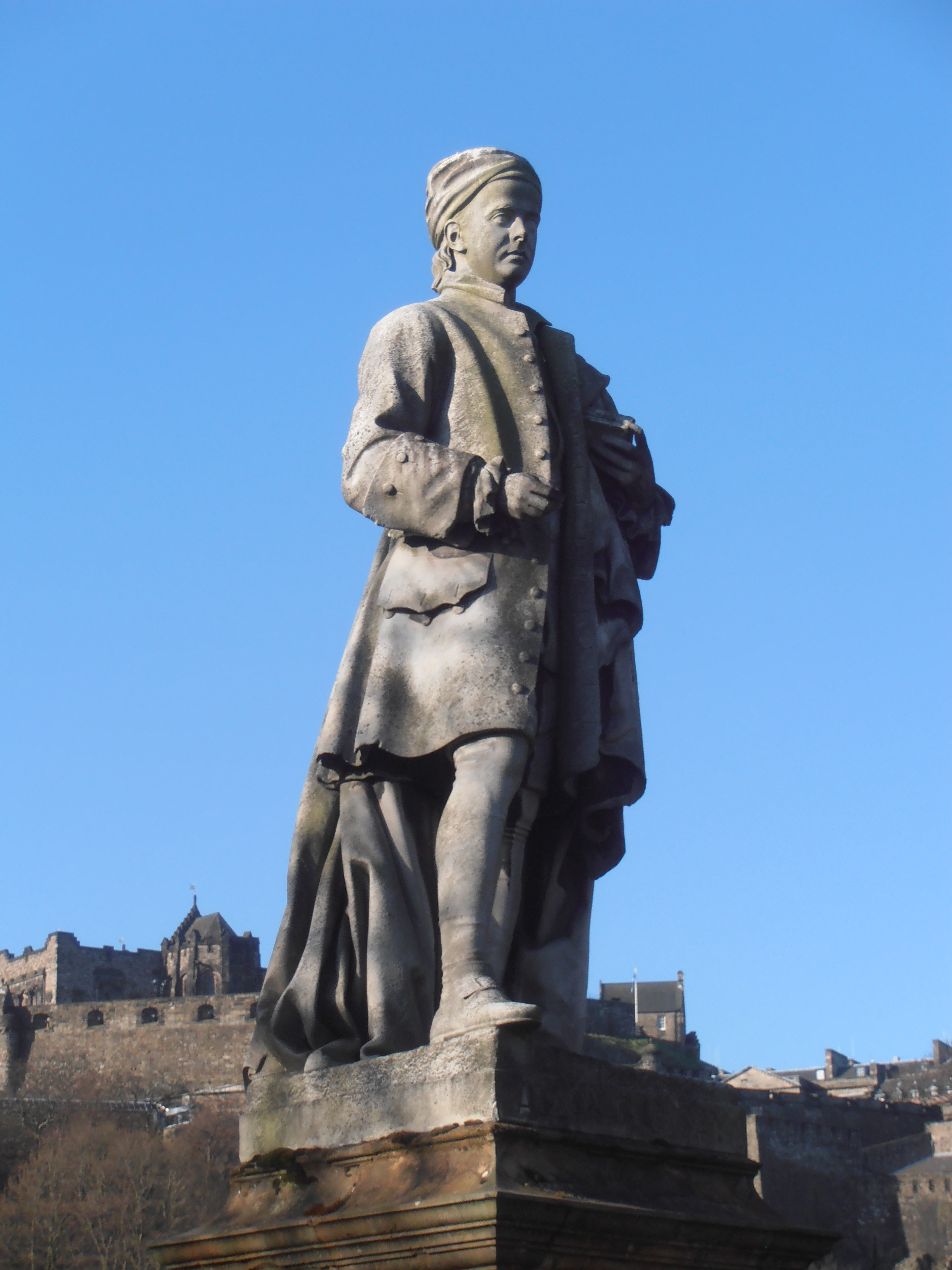
Statue d'Allan Ramsay dans les jardins de West Princes Street, gros plan

John Steell est né à Aberdeen, mais sa famille s'installe au 5 Calton Hill à Édimbourg en 1806. Il est l'un des treize enfants (onze survivant au-delà de l'enfance) de John Steell senior (1779-1849), sculpteur et doreur, et de son épouse, Margaret Gourlay, fille de William Gourlay, un constructeur naval de Dundee. Au fur et à mesure que la famille s'agrandit, ils déménagent dans une maison plus grande au 20 Calton Hill. En raison de la renommée de son père en tant que sculpteur, pendant une grande partie de sa première carrière professionnelle, il est appelé John Steel Junior.
Steell suit d'abord son père, se formant lui-même pour devenir sculpteur et étant apprenti en 1818. En 1819, son père est déclaré en faillite par les métiers de Calton, ce qui provoque beaucoup de honte à la famille. Cependant, John Junior montre un talent artistique et malgré cela, la famille l'envoie étudier l'art à la Trustees Academy d'Édimbourg, sous la direction d'Andrew Wilson.
Travaillant avec son père dans les ateliers du 6 Hanover Street, sa première commande majeure a lieu en 1827 lorsque la North British Fire Insurance Company, au 1 Hanover Street, demande qu'une immense statue en bois de Saint-André soit placée à l'extérieur de son bureau. L'œuvre semble étroitement basée sur un croquis d'une statue de saint André à Rome par François Duquesnoy. Comme le bureau se trouve juste en face de la Royal Scottish Academy, il est rapidement remarqué par la société artistique d'Édimbourg et reconnu comme une belle œuvre. En 1829, encouragé par le succès de cette œuvre, il se rend à Rome pour étudier plus intensément la sculpture.
La première œuvre à attirer l'attention internationale est celle d'Alexandre apprivoisant Bucéphale, sculptée en 1832-1833 (coulée en bronze en 1883, et maintenant érigée dans le quadrilatère de l'hôtel de ville d'Édimbourg). Vers 1838, il est nommé sculpteur de Sa Majesté la Reine, poste qui est plus tard reconnu comme faisant partie de la maison royale d'Écosse. En 1840, il ouvre la première fonderie d'Écosse dédiée à la sculpture, sur Grove Street à Édimbourg, pour couler lui-même sa statue de Wellington.
En 1854, il se commande une nouvelle maison au 24 Greenhill Gardens et y reste toute sa vie. Sa renommée est alors internationale, recevant des commandes des États-Unis, du Canada et de la Nouvelle-Zélande. 
Il expose à la Royal Scottish Academy et à la Royal Academy et est fait chevalier en 1876 à la suite du dévoilement, par la reine Victoria, de sa statue The Prince Consort, qui se dresse au centre de Charlotte Square à Édimbourg.
Steell est décédé chez lui, 24 Greenhill Gardens dans la banlieue sud d'Édimbourg, le 15 septembre 1891 et est enterré dans une tombe anonyme au cimetière Old Calton d'Édimbourg. Cette tombe a été achetée par son père John Steell senior et de nombreux membres des familles Steell et Gourlay y sont également enterrés.

## Famille
En 1826, il épouse Elizabeth Graham, fille de John Graham, un marchand d'Édimbourg.
Son fils aîné, William Steell (1836-1917), semble avoir été architecte mais de moindre importance. L'une de ses rares œuvres enregistrées est le piédestal de la statue de John du Dr Thomas Chalmers sur George Street à Édimbourg.
Son plus jeune fils, Graham Steell est un éminent médecin et cardiologue britannique, surtout connu pour avoir identifié le souffle cardiaque qui porte son nom.
Le frère de John Steell, Gourlay Steell (en), est un peintre animalier réputé : il est le peintre animalier de la reine Victoria, succédant à Edwin Landseer. De nombreuses peintures de Gourlay Steell restent dans la collection privée de la reine Élisabeth II. Son portrait a été peint par Robert Scott Lauder et William Grant Stevenson (Aberdeen Art Gallery).